# Vlagyimir Alekszandrovics Uraszov
Vlagyimir Alekszandrovics Uraszov (Nyizsnyij Novgorod ?, Perm ?, 1890 ?  -  Moszkva, 1969. február 4. előtt ) bolsevik aktivista, a Galilei Kör szabotázsakcióinak támogatója, a Kommunisták Magyarországi Pártja  szervezője és alapítója, a Vörös Ujság szervezője és alapítója, Lenin-fiúk terroregység tagja, Vlagyimir Iljics Lenin személyes képviselője a Forradalmi Kormányzótanács mellett.
Az 1905-ös orosz forradalom után 1906-ban csatlakozott a bolsevik mozgalomhoz, később Jakutiába száműzték. 1914-ben osztrák-magyar hadifogságba esett, magyarországi hadifogolyként az Oroszországi Szociáldemokrata Munkáspárt helyi csoportjában működött.
1917-ben a Budapest környékén dolgozó orosz hadifoglyok titkos összejöveteleket szerveztek a Gubacsi erdőben. Az összejöveteleken számos alkalommal lázító beszédet tartott Vlagyimir Uraszov. A beszédek célja az volt, hogy a hadifoglyok lázadjanak fel a magyar munkaadóik ellen és követeljék az orosz foglyok hazatérését Oroszországba, hogy segíteni tudják a forradalmár társaikat.  
Vlagyimir Uraszov később a Tanácsköztársaság egyik szervezője volt.
A Galilei Kör  háborúellenes propagandát folytató tagjai: Duczyńska Ilona, Csillag László és az orosz bolsevik Vlagyimir Bogdanovics Jusztusz (1879–1930) részére Vlagyimir Uraszov és Sólyom (Solem vagy Solom kijevi ipari munkás) biztosította a röplapok nyomtatásához szükséges nyomdai gépeket. Uraszov szedette össze az alkatrészeket a repülőnyomdához. A Globus nyomdában dolgoztatott orosz hadifoglyokkal apránként lopatott ki kézi szedésben használt ólombetűket. A repülőnyomdát Sólyom állította össze és tanította meg a kezelésére Duczynska csoportját   A világháború utolsó időszakában álnéven élt Budapesten. 1918 novemberében felvette Kun Bélával a kapcsolatot, decemberben futárként küldték Leninhez, kísérője Németi Lajos. A proletárdiktatúra kikiáltása után visszatért. A Vörös Ujság  nyomdáját is Vlagyimir Uraszov szervezte meg, Szabó Ervin  unokatestvérével, Seidler Ernővel.
Kun Béla bevonta Vlagyimir Uraszovot a Kommunisták Magyarországi Pártja alapítási munkálataiba és a Vörös Ujság szervezésébe is. Az 1918. november 24-én Kelen József lakásán tartott gyűlésen döntöttek a Kommunisták Magyarországi Pártja  megalapításáról és a Vörös Ujság kiadásáról is. Vlagyimir Uraszov és Seidler Ernő szervezték a nyomdát. A Tanácsköztársaság bukását követően álnéven hazatért a Szovjetunióba, mint volt orosz hadifogoly.